# مأمور آتش‌نشانی (فیلم ۱۹۳۱)
«مأمور آتش‌نشانی» (انگلیسی: The Fireman (1931 film)) یک فیلم است.